# Calaquendi
Calaquendi je označení pro skupinu elfů v knihách o Středozemi od britského spisovatele J. R. R. Tolkiena.

## Význam slova
Calaquendi neboli elfové světla jsou ti elfové, kteří viděli světlo Dvou Stromů ve Valinoru – Laurelinu a Telperionu. Je to souhrnný název pro elfy, kteří neodmítli pozvání Valar a odešli do jejich země Amanu. Protějšek pro Calaquendi jsou Moriquendi, Temní elfové, kteří světlo stromů neviděli.

## Kdo jsou Calaquendi
Za elfy světla jsou považováni všichni Vanyar, kteří byli vedeni Ingwëm, a také všichni Noldor, které vedl Finwë. Tyto dvě skupiny elfů se do Valinoru dostali záhy po pozvání Valar a Velké cestě. Také je sem zařazena přibližně třetina Teleri, která putovala pomaleji pod vedením Elwëho a po jeho zmizení v Beleriandu pod vedením jeho bratra Olwëho. Zbylé dvě třetiny Teleri během Cesty odpadly. Jedna třetina je nazývána Šedými elfy a druhá Nandor.
Jediná výjimka mezi Sindar byl právě Elwë, který byl v Amanu na pozvání Valar brzo po procitnutí elfů a ještě před Velkou cestou.